# Lakshya Sen
Lakshya Sen, född 16 augusti 2001, är en indisk badmintonspelare.

## Karriär
Lakshya Sen tog silver i singelspelet vid ungdomsolympiaden 2019. Vid VM 2021 tog han brons i singelturneringen.